# Saratovská přehradní nádrž
Saratovská přehradní nádrž (rusky Саратовское водохранилище) je přehradní nádrž na území Saratovské, Samarské a Uljanovské oblasti v Rusku. Má rozlohu 1831 km². Je 357 km dlouhá a maximálně 25 km široká. Průměrná hloubka je 7 m. Má objem 12,9 km³.

## Vodní režim
Nádrž na řece Volze za přehradní hrází Saratovské vodní elektrárny byla naplněna v letech 1967-68. Úroveň hladiny kolísá v rozsahu 0,5 až 1 m. Reguluje denní a týdenní kolísání průtoku.

### Přítoky
- Malý Irgiz
- Moča
- Samara
- Syzraň
- Volha

## Využití
Využívá se pro energetiku, vodní dopravu, zavlažování a zásobování průmyslu i domácností vodou. Je zde rozvinuté rybářství (cejni, candáti, štiky, kapři). Na břehu leží města Samara, Čapajevsk, Syzraň, Chvalynsk, Balakovo.